# Хомерікі Ной Георгійович
Ной Георгійович Хомерікі (груз. ნოე გიორგის ძე ხომერიკი, 1883-1924) — грузинський політик, міністр сільського господарства Демократичної Республіки Грузія, член Установчих зборів Грузії.

## Біографія
Народився 1883 року у бідній селянській родині у селі Шрома Озургетського повіту Кутаїської губернії. Початкову освіту здобув у двокласній сільській школі, продовжив навчання у Кутаїській сільськогосподарській школі, де брав участь у роботі соціал-демократів. Член Російської соціал-демократичної робітничої партії (РСДРП) із 1900 року.
У 1901 році повернувся до Гурії і почав працювати нна господарстві Михайла Накашидзе, беручи активну участь у русі місцевих селян, за що був заарештований і в 1902 році кілька місяців утримувався в кутаїській в'язниці. Саме в цей час він познайомився з Ноєм Жорданією. Після звільнення з в'язниці оселився в Батумі, працював на другому заводі Манташева.
Організував підпільну друкарню, де друкував нелегальну літературу та прокламації. Став членом комітету РСДРП Батумі. Був редактором «Батумської газети». Влітку 1903 року, переслідуваний жандармерією, залишив Батумі і переїхав до Кутаїсі, де став одним із організаторів Імеретинського комітету. Опублікував брошури «Назустріч сільським робітникам» та «Селянський рух у Гурії».
У липні 1904 року був заарештований у Шорапанському повіті та відправлений до Кутаїської в'язниці. 4 липня звільнений внаслідок збройного нападу. Після втечі він переїхав до Тифлісу, де став одним із лідерів революційного руху. Після розколу РСДРП у 1905 році приєднався до меншовиків. 1906 року разом із Левом Натадзе був редактором політичної газети «Лампар». В 1906 брав участь у конгресі РСДРП у Стокгольмі, де дискутував з сільськогосподарського питання.
З 1908 був членом Товариства поширення грамотності серед грузинів. 23 червня 1908 року заарештований, 11 травня 1909 — засуджений до 2 років заслання у Вологодську губернію. Його друзі Микола Чхеїдзе та Євген Гегечкорі, які були депутатами у Держдумі, клопотали про звільнення за станом здоров'я, але жандармерія відмовилася його звільнити, оскільки Хомерікі був одним з найвизначніших діячів серед грузинських революціонерів.
Повернувся із заслання у 1911 році. Оселився у Кутаїсі, де керував відновленням ослаблених партійних організацій. З 1912 року редагував газету «Життя». З питань партійної роботи він постійно їздив між Тифлісом, Батумі, Баку, Кутаїсі та Чиатурою. 6-7 жовтня 1913 року він нелегально брав участь у конференції РСДРП в Кутаїсі. У 1913 році очолив видання газети «Ластівка». У серпні 1914 року брав участь у нелегальній конференції соціал-демократів у Боржомі.
З 1914 року нелегально жив та працював у Тифлісі, займався редакторською роботою. З 1915 був членом Кавказького обкому РСДРП. У квітні того ж року взяв участь у нелегальному мітингу робітничих організацій в Ахалсенаці. Неодноразово заарештовувався, під час одного з арештів Хомерікі встиг змити свої підроблені документи в туалет, але за наказом ротмістра жандармерії Розенберга було розкрито каналізацію та документи вилучено. Було також виявлено статтю «Боротьба з старовинами та засоби цієї боротьби», написану грузинською мовою. 26 серпня 1916 року Хомерика заслали до Західного Сибіру.

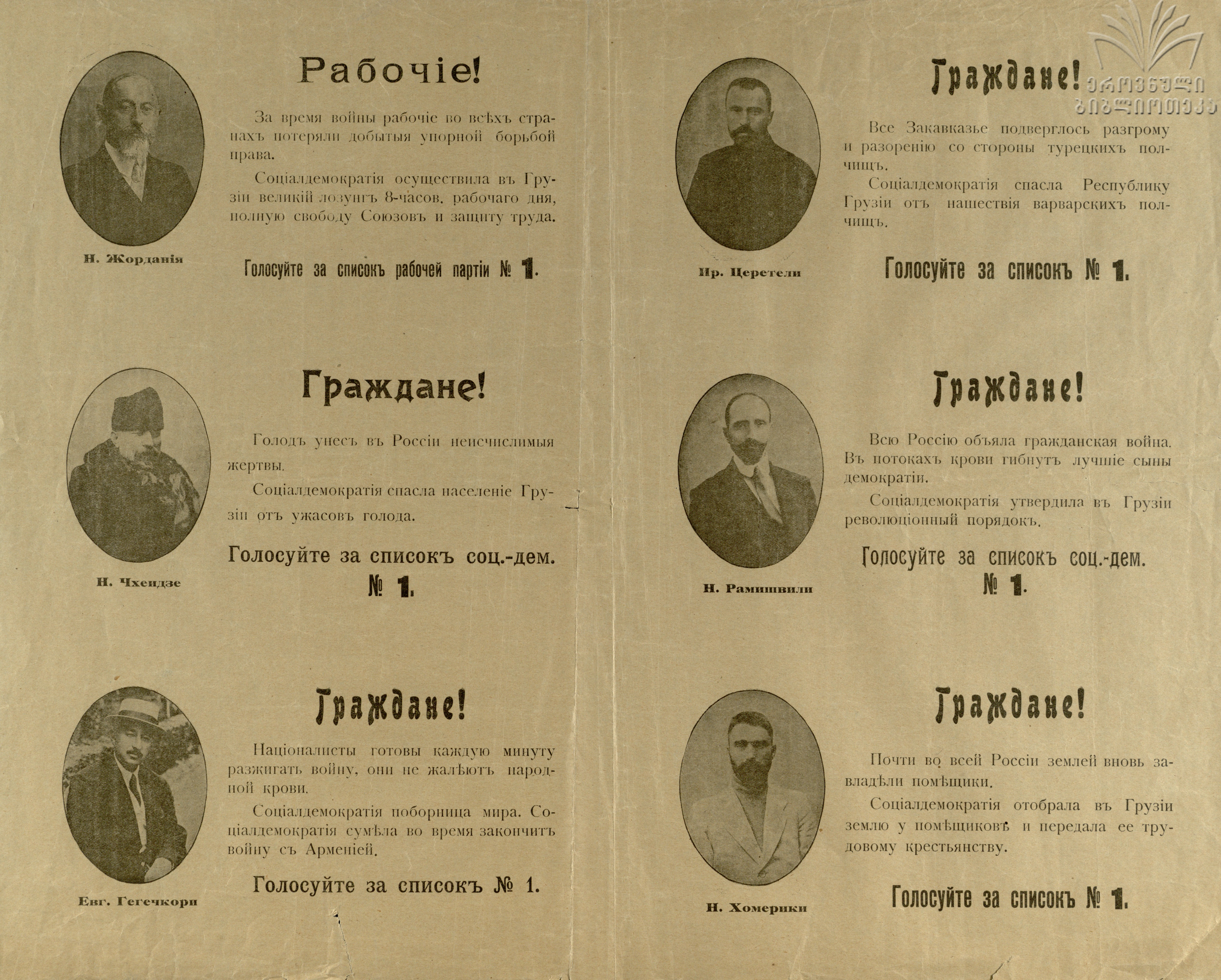
Агітаційний плакат на виборах до Установчих зборів у 1919 році.

Після лютневої революції 1917 року повернувся до Грузії, був обраний до Всеросійських установчих зборів за списком меншовиків РСДРП. Член Національної ради Грузії з листопада 1917 року. Член Закавказького сейму з лютого 1918 року. 26 травня 1918 року підписав Декларацію про незалежність Грузії, а 11 червня того ж року підписав угоду між урядом Грузії та Народною радою Абхазії, відповідно до якої Абхазія увійшла до Грузії з правом на автономію. В уряді Ноя Жорданія обійняв посаду міністра сільського господарства. 1918 року був членом парламенту.
У 1919 році обраний членом Установчих зборів. Під його керівництвом 31 січня 1919 Установчі збори вирішили провести аграрну реформу з передачею землі великих поміщиків селянству. Річки, ліси та пасовища залишилися у державній власності. Обіймав посаду міністра до 1920 року, до завершення реформи.
Після радянської окупації Грузії 1921 року емігрував до Стамбула. З 1922 очолював антирадянську роботу в Грузії.
У жовтні 1922 року нелегально повернувся до Грузії. Заарештований 9 листопада 1923 року у Тифлісі. Під час затримання було вилучено велику кількість кореспонденції, зашифрованих документів та прокламацій, конфісковано гроші, 150 турецьких лір та 15 золотих рублів. 30 липня 1924 року його, разом із Гогітою Пагавою, Бенією Чхиквішвілі та Василем Нодія було переведено в політичний ізолятор Суздаля. 30 серпня 1924 року Фелікс Дзержинський розпорядився стратити 11 членів Установчих зборів. Місце поховання невідоме.